# Chaoilta fuscipennis
Chaoilta fuscipennis är en stekelart som beskrevs av Cameron 1903. Chaoilta fuscipennis ingår i släktet Chaoilta och familjen bracksteklar. Inga underarter finns listade i Catalogue of Life.